# 司馬無忌
司馬無忌（4世紀—350年），字公壽，河內溫縣人。晉朝宗室，譙王司馬承之子。曾參與平滅成漢的戰爭。

## 生平
永昌元年（322年），司馬承在王敦之亂期間堅守湘州治所長沙郡，但長沙遭王敦叛軍攻陷，司馬承被收捕並在押往荊州期間被王敦指派的王廙殺害。當時司馬無忌因為年幼而倖免於難。王敦之亂於太寧二年（324年）被平定後襲封譙王。
司馬無忌後於晉成帝咸和年間任散騎侍郎，後多次升遷至屯騎校尉、中書侍郎和黃門侍郎。建元元年（343年）遷任散騎常侍，後轉御史中丞，後又外出地方為輔國將軍、長沙相，兼領江夏相，不久又轉任南郡、河東二郡太守。
永和二年（346年），荊州刺史桓溫率司馬無忌和周撫等攻伐成漢，並於次年成功滅掉成漢，司馬無忌亦因功進號前將軍。永和六年（350年）八月，司馬無忌逝世，朝廷追贈衞將軍，諡為烈王。

## 報父仇
《世說新語·仇隙篇》及《晉書》分別記載了一則司馬無忌為報王廙殺害父親之仇而意圖殺死王廙之子王胡之及王耆之的事。
1. 司馬無忌因為父親死時仍然年幼，故此不清楚父親死亡的真相，長大後更與王廙子王胡之十分親近。一次司馬無忌與王胡之出遊，並且告訴母親趙氏為其準備食物。但母親卻哭著將其父被殺的事告訴司馬無忌，並說因為琅琊王氏門第強盛而一直不告訴他，以免招禍。司馬無忌聽後驚號，並且持刀走出要殺死王胡之，然而王胡之已經逃走到老遠。
2. 褚裒出鎮江州時，司馬無忌與丹楊尹桓景等人在版橋為他餞行，而當時任丹楊丞的王耆之亦在座。司馬無忌此時竟圖復仇，拔刀要殺王耆之，只因褚裒及桓景命人阻止才令王耆之免於被殺。事後司馬無忌被御史中丞車灌彈劾，要治其謀殺的罪，但因晉成帝下詔給他一次機會，故得以繳錢代罪。

## 子女
- 司馬恬，襲爵譙王，官至鎮北將軍，兗、青二州刺史。
- 司馬愔，因司馬無忌滅蜀的功勳而封廣晉伯，早卒。